# Évaluation infirmière

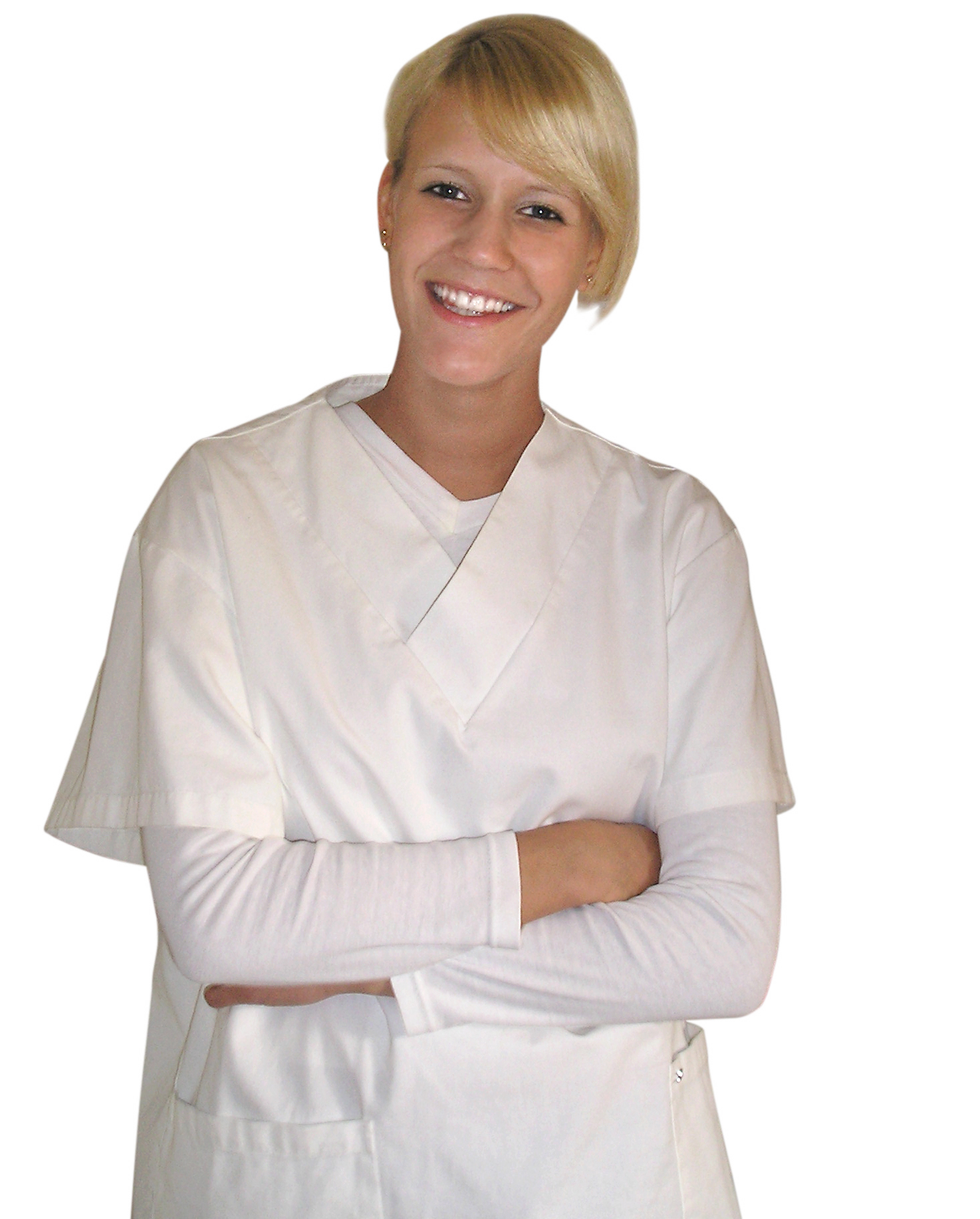
Photo d'une infirmière en tenue de travail.

L'évaluation infirmière est un des outils de la démarche intellectuelle infirmière permettant le recueil des données présentées par une personne ou un groupe de personnes lors de la prise en soins par un infirmier. L'évaluation infirmière permet le recueil des données physiologiques, psychologiques, sociologiques et spirituelles d'une personne afin d'en conduire l'analyse dans le plan de soins infirmier.

## En tant qu'étape de la démarche de soins
L'évaluation est utilisée dans la première phase du processus de soins infirmier (aussi nommé démarche de soins infirmière) dans lequel l'infirmier établit un recueil de données complet à l'aide du recueil de données infirmier, de l'anamnèse médicale de la personne ainsi que son histoire de vie. Le professionnel se sert d'une trame basée sur les courants de pensée infirmière.
L'objet de cette première étape de la démarche de soins est d'identifier les problèmes de santé présentés par la personne. Le rendu de l'évaluation est évoqué sous forme de problèmes présents ou potentiels. Les problèmes présents identifiés et hiérarchisés permettent d'énoncer le ou les diagnostics infirmiers. Les problèmes potentiels énoncent des risques.
L'évaluation infirmière est utilisée également pour évaluer l'atteinte des objectifs posés en amont de la démarche de soins initiale.

## Composants de l'évaluation

### Histoire de la maladie
Retracer le parcours médical de la personne et de son histoire de maladie permet à l'infirmier d'établir une image d'ensemble de la situation de la personne à un temps donné. Les éléments du recueil de donnée incluent :
- son état de santé
- le stade actuel de sa maladie, incluant les symptômes
- sa gestion actuelle de la maladie et les moyens déjà mis en œuvre
- ses antécédents médicaux personnels et familiaux, l'évolution de la maladie
- son histoire de vie, son anamnèse sociale
- sa perception de la maladie

### Composantes psychologiques et sociales
L'évaluation de ces composantes inclut :
- sa perception : qu'attend la personne de l'évaluation, la perçoit-elle comme pertinente
- sa santé émotionnelle : son état mental, sa façon de faire face à la maladie
- sa santé sociale : l'état de ses ressources pécuniaires, sa prise en charge sociale, son travail et l'influence de celui-ci sur sa maladie, ses relations avec autrui, son réseau social.
- sa santé physique : son état actuel, son appétit, son poids, son sommeil, son élimination, ses consommations (alcool, drogues), ses médicaments et leur efficacité
- sa santé spirituelle : trouve-t-elle un sens à sa vie, quelle est le poids de sa foi
- sa santé intellectuelle : son fonctionnement cognitif, ses intérêts dans différentes activités, son investissement.

### Examen physique
L'évaluation infirmière inclut un examen clinique : l'observation et la mesure des signes vitaux (pouls, pression artérielle, température, fréquence respiratoire et douleur), de signes cliniques ou encore de symptômes que la personne peut ressentir ainsi que les données de l'examen paraclinique (constantes biologiques notamment).
Les techniques utilisées peuvent être la palpation abdominale, l'auscultation et la percussion voire l'examen systémique du corps comme le système cardio-vasculaire ou musculo-squelétaire.

## Consignation de l'évaluation
L'évaluation est documentée dans le dossier médical ou le dossier de soins infirmier et est accessible à tous les acteurs de soin.

## Outils d'évaluation
Une variété d'outils a été développée pour assister les infirmiers dans leur rôle évaluateur :
- l'index des dépendances dans les actes de la vie quotidienne[4]
- l'index de Barthel[5]
- le score de comportement Crighton Royal behaviour rating scale[6]
- la procédure dévaluation de Clifton[7]
- le questionnaire de santé[8]
- le programme d'évaluation de la santé mentale en gériatrie[9]
- l'évaluation de l'autonomie AGGIR ou selon les quatorze besoins fondamentaux selon Virginia Henderson
- le score de burn-out
- le Siips Soins Infirmiers Individualisés a la Personne soignée.

D'autres outils se focalisent sur une évaluation d'un domaine spécifique :
- l'évaluation des escarres
- l'évaluation de la douleur
- l'évaluation de l'état de conscience (score de Glasgow)